# Kōki Ishii (Fußballspieler)
Kōki Ishii (japanisch 石井 光輝 Ishii Kōki; * 15. März 1995 in der Präfektur Shizuoka) ist ein japanischer Fußballspieler.

## Karriere
Ishii erlernte das Fußballspielen in der Schulmannschaft der Tokoha Gakuen Tachibana High School und der Universitätsmannschaft der Kansai-Universität. Seinen ersten Vertrag unterschrieb er 2017 bei Gainare Tottori. Der Verein, der in der Präfektur Tottori beheimatet ist, spielte in der dritten japanischen Liga, der J3 League. Nach 108 Ligaspielen wechselte er im Januar 2024 zum ebenfalls in der dritten Liga spielenden AC Nagano Parceiro.